# 19523 Paolofrisi
19523 Paolofrisi è un asteroide della fascia principale. Scoperto nel 1998, presenta un'orbita caratterizzata da un semiasse maggiore pari a 2,7636669 UA e da un'eccentricità di 0,1334496, inclinata di 9,04277° rispetto all'eclittica.